# Dolomedes yawatai
Dolomedes yawatai là một loài nhện trong họ Pisauridae.
Loài này thuộc chi Dolomedes. Dolomedes yawatai được Hirotsugu Ono miêu tả năm 2002.

## Hình ảnh

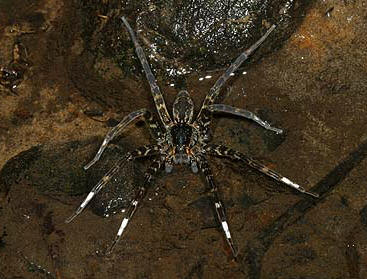
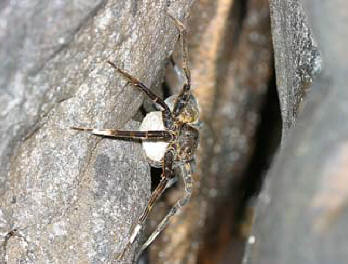
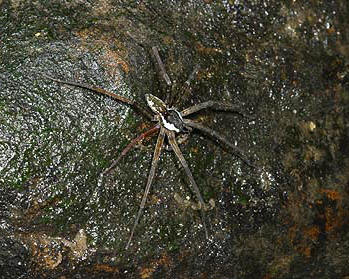